# Adrian Schrinner
Adrian Jurgen Schrinner (né en 1977) est un homme politique australien. Il est lord-maire de Brisbane depuis le 8 avril 2019. 

## Biographie
Membre du Parti libéral national, Schrinner est élu pour la première fois au conseil municipal de Brisbane en 2005 en tant que représentant de Chandler, puis promu au cabinet civique en 2008. Le 7 avril 2011, il est nommé adjoint au maire Graham Quirk. Après la démission de ce dernier, Adrian Schrinner est élu maire et prend ses fonctions le 8 avril 2019 pour achever le mandat en cours. Il est réélu le 28 mars 2020 avec 56,3 % des voix et de nouveau le 16 mars 2024 avec 56,2 % des voix.